# 430
430 (CDXXX) je bilo navadno leto, ki se je po julijanskem koledarju začelo na sredo.

## Dogodki
- 1. januar

## Rojstva
Neznan datum
- Vidimir, knez Ostrogotov († okoli 474)

## Smrti
- 28. avgust - Avguštin Avrelij, krščanski teolog, filozof (* 354)